# American Gothic

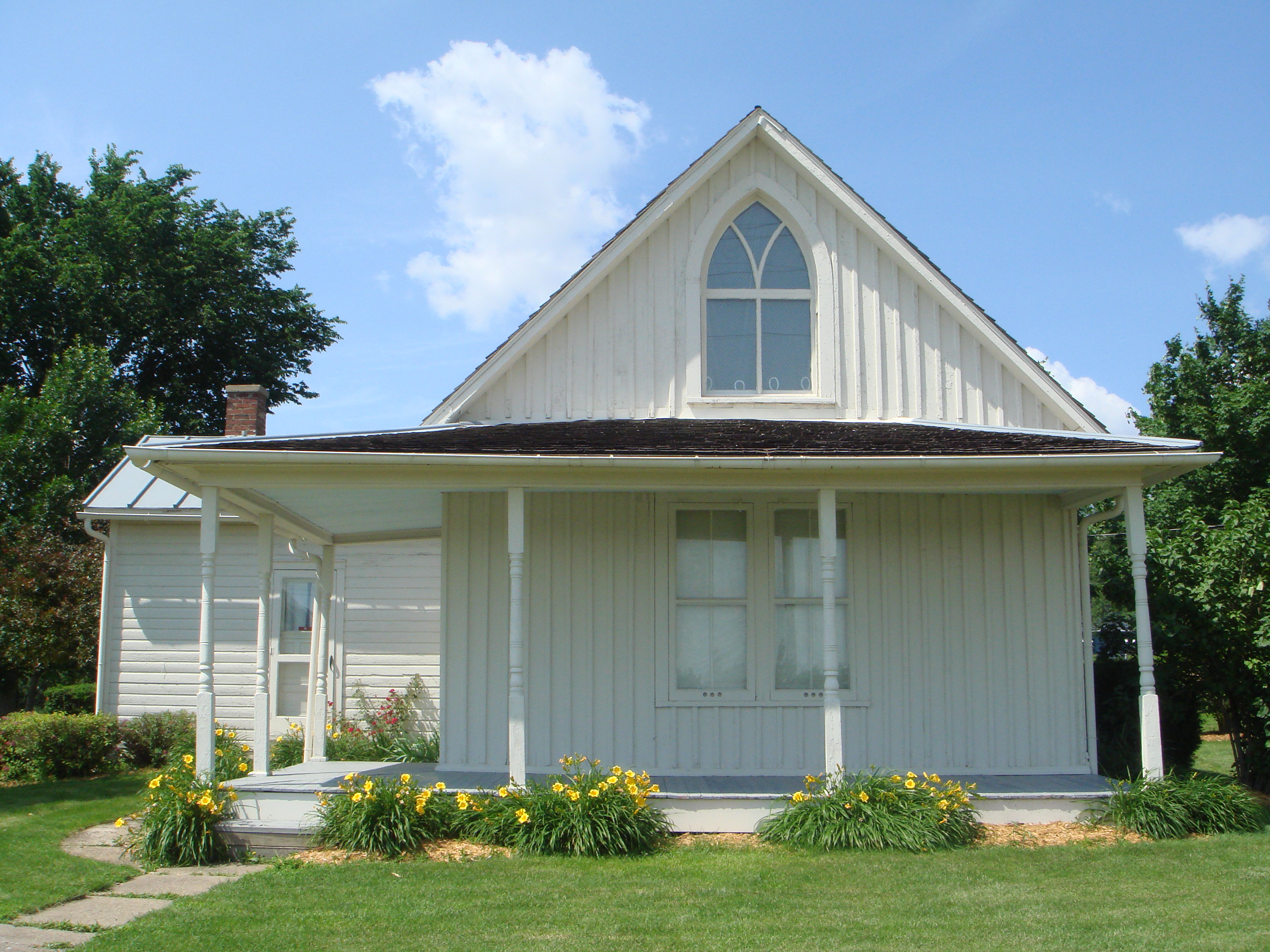
Domek z obrazu American Gothic

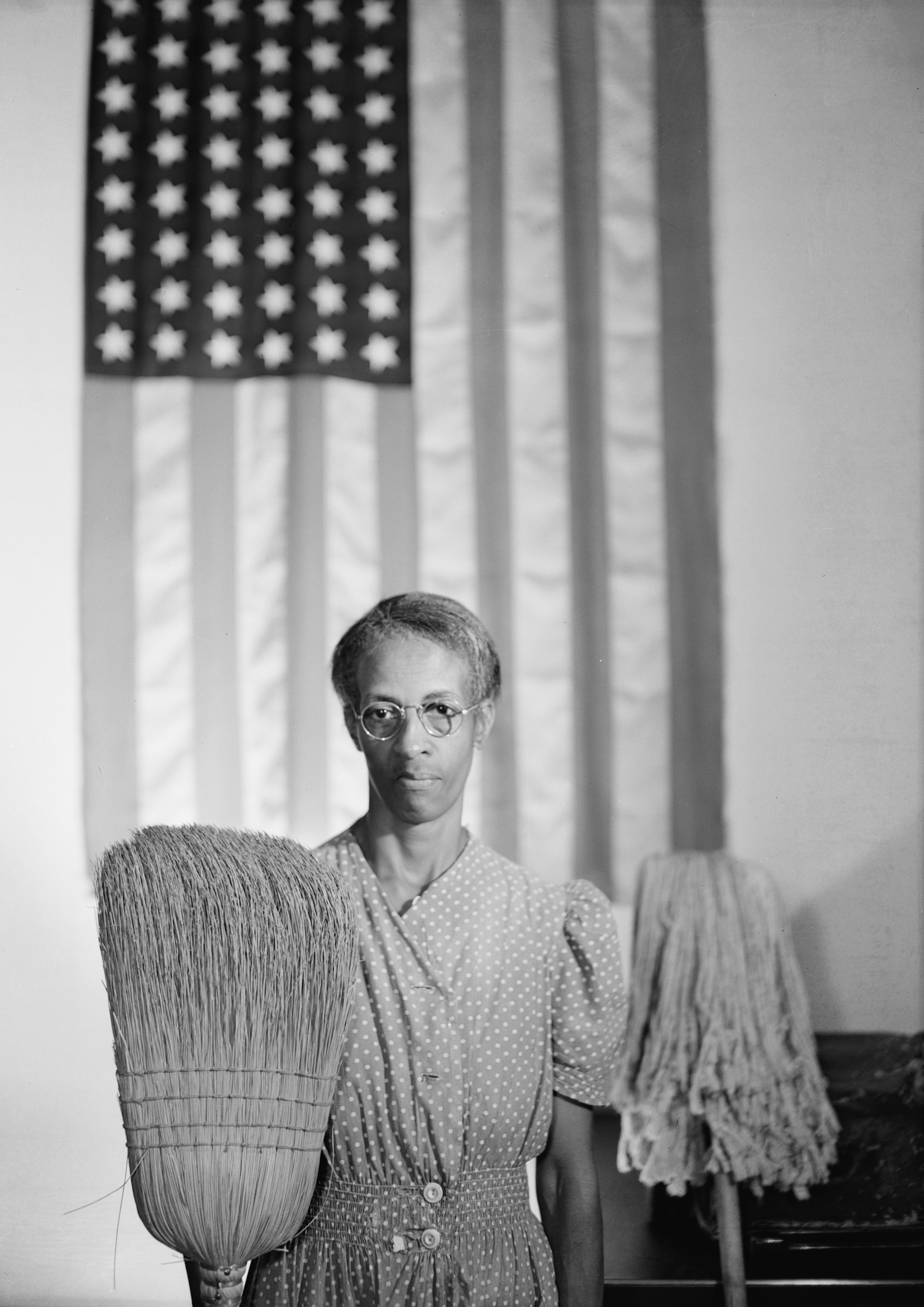
American Gothic Gordona Parksa z roku 1942 to jedna z pierwszych parodii dzieła Granta Wooda

American Gothic – obraz olejny autorstwa Granta Wooda, powstały w roku 1930. Przedstawia on trzymającego widły farmera z młodszą od niego kobietą, prawdopodobnie jego żoną lub córką, stojących przed zbudowanym w stylu neogotyckim domem. Dzieło uznaje się za jeden z najbardziej rozpoznawalnych obrazów amerykańskich XX wieku.

## Tworzenie
W roku 1930 Grant Wood, amerykański malarz wykształcony w Europie, zauważył w miejscowości Eldon w stanie Iowa niewielki biały dom, zbudowany w stylu neogotyckim. Postanowił namalować go razem z „ludźmi, jacy powinni według mnie tam mieszkać”. Poprosił swoją siostrę Nan o pozowanie do roli kobiety, ubierając ją w noszony w XIX wieku typowy sztywny fartuch. Modelem męskim był z kolei dentysta Wooda, doktor Byron McKeeby. Oboje zostali namalowani oddzielnie i nigdy nie stali przed samym domem. Ich postura wzorowana jest na pozowanych zdjęciach z końca XIX wieku.

## Przyjęcie
Wood zgłosił obraz do konkursu organizowanego przez Art Institute of Chicago. Sędziowie określili go jako „komiczną walentynkę”, ale jeden z mecenasów przekonał ich do nagrodzenia dzieła brązowym medalem i nagrodą pieniężną w wysokości 300 dolarów. Muzeum również zakupiło obraz, który jest w nim przechowywany do dziś. American Gothic zaczął szybko pojawiać się w prasie, między innymi w wydawanej w Cedar Rapids w stanie Iowa The Gazette. Czytelnicy byli oburzeni przedstawieniem ich jako „wynędzniałych, ponurych purytańskich fundamentalistów”, zaś sam Wood zaczął otrzymywać listy z pogróżkami. Autor odpowiadał na krytykę, mówiąc, że obraz nie ukazuje konkretnie mieszkańców Iowy, ale ogół Amerykanów. Siostra malarza, wyraźnie zażenowana przedstawieniem jej jako żony kogoś dwa razy od niej starszego, twierdziła, że postaci na obrazie to ojciec z córką. Sam Wood nie wypowiedział się jednoznacznie w tej kwestii. Krytycy, którzy pozytywnie przyjęli obraz, między innymi Gertrude Stein i Christopher Morley, także uważali, że miał on być satyrą na życie amerykańskiej prowincji, wpisując się w nurt zapoczątkowany przez powieści takich autorów jak Sherwood Anderson, Sinclair Lewis czy Carl Van Vechten.
Nadejście wielkiego kryzysu sprawiło jednak, że obraz zaczęto postrzegać jako ukazujący niezłomność amerykańskiego ducha. Wood sam zaczął popierać takie podejście, wyrzekając się swojej młodości w Paryżu i nawiązując znajomość z takimi malarzami jak John Steuart Curry czy Thomas Hart Benton, którzy sprzeciwiali się dominacji inteligenckich grup artystycznych z Wschodniego Wybrzeża. Znana stała się wypowiedź autora z tamtego okresu, gdy stwierdził: „wszystkie dobre pomysły, jakie miałem w swoim życiu, przyszły mi do głowy podczas dojenia krów”. To podejście sprowokowało pierwszą znaną parodię dzieła, którą stanowi zdjęcie autorstwa Gordona Parksa, przedstawiające sprzątaczkę na tle flagi USA.

## Parodie
American Gothic osiągnął w Stanach Zjednoczonych status kultowy; był wielokrotnie przywoływany i parodiowany, między innymi na kartkach pocztowych, w czasopismach, kreskówkach, reklamach, komiksach i programach telewizyjnych. Wielu artystów przedstawiało znane pary i budynki w konwencji obrazu Granta Wooda.